# Does the Sun Really Shine on the Moon?
| Recensione | Giudizio |
| ---------- | -------- |
| AllMusic   |          |

Does the Sun Really Shine on the Moon? è un album a nome Gary McFarland & Co., pubblicato dall'etichetta discografica Skye Records nell'aprile del 1968.

## Tracce

### LP
Lato A
1. God Only Knows – 2:22 (Brian Wilson, Tony Asher)
2. By the Time I Get to Phoenix – 2:30 (Jimmy Webb)
3. Sunday Will Never Be the Same – 2:15 (Gene Pistilli, Terry Cashman)
4. Lady Jane – 2:48 (Mick Jagger, Keith Richards)
5. Flamingo – 2:45 (testo: Edmund Anderson – musica: Ted Grouya)

Lato B
1. Flea Market – 2:12 (musica: Gary McFarland)
2. Here, There and Everywhere – 2:52 (John Lennon, Paul McCartney)
3. Three Years Ago – 2:50 (musica: Chuck Rainey)
4. O Morro – 3:24 (testo: Vinícius de Moraes – musica: Antônio Carlos Jobim)
5. Melancholy Baby – 2:10 (testo: George A. Norton – musica: Ernie Burnett)
6. Up, Up & Away – 2:18 (Jimmy Webb)

## Musicisti
- Gary McFarland – vibrafono, arrangiamenti
- Jerome Richardson – sassofono soprano, flauto
- Marvin Stamm – flicorno
- Sam Brown – chitarra
- Warren Bernhardt – organo
- Richard Davis – contrabbasso
- Chuck Rainey – basso elettrico
- Donald MacDonald – batteria
- Grady Tate – batteria

Note aggiuntive
- (probabile) Gary McFarland – produttore (non accreditato sull'album originale) [2]
- Registrazioni effettuate il 29, 30 e 31 gennaio 1968 al A&R Recording Studios, New York City, New York
- Dave Sanders – ingegnere delle registrazioni
- Robert Houston / PIP Photos Inc. – foto copertina frontale album originale
- William Levy – foto interno e retrocopertina album originale
- Robert & Barbara Flynn / Viceroy – design copertina album originale
- Bob Condon – note interno copertina album originale [3]